# 山梅花
山梅花（学名：Philadelphus incanus），为虎耳草科山梅花属下的一个植物种。